# Elasmodema
Elasmodema – rodzaj pluskwiaków z podrzędu różnoskrzydłych i rodziny zajadkowatych.

## Taksonomia
Rodzaj Elasmodema został wprowadzony w 1860 roku przez Carla Ståla. Obecnie umieszczany jest jako jedyny rodzaj monotypowej podrodziny Elasmodeminae, wprowadzonej w 1896 roku przez L.F. Lethierry'ego i Guillaume'a Severina. Podrodzina ta wraz z Hammacerinae, Centrocneminae, Holoptilinae i Phymatinae tworzy klad "Phymatine Complex", który zajmuje w obrębie zajadkowatych pozycję bazalną.
Do rodzaju tego należą 3 gatunki: Elasmodema bosqui (Kormilev, 1948), Elasmodema erichsoni Stål, 1860 i Elasmodema setigerum (Usinger, 1943).

## Opis
Pluskwiaki o ciele bardzo silnie spłaszczonym grzbietowo-brzusznie, wyposażonym w kolczaste odnóża. Kłujka z trzema widocznymi członami. Golenie przednich odnóży z fossula spongiosa. Na zakrywce obecne tylko trzy wolne żyłki, sięgające jej tylnej krawędzi}.

## Biologia i występowanie
Owady drapieżne, spotykane pod kłodami. Żyją w południowej Brazylii, Paragwaju i Argentynie.